# Whitbreads Golding Variety
Whitbreads Golding Variety (WGV) is een hopvariëteit, gebruikt voor het brouwen van bier.
Deze hopvariëteit is een “aromahop”, bij het bierbrouwen voornamelijk gebruikt vanwege zijn aromatische eigenschappen. Deze hopvariëteit komt in 1911 van een open bestuiving van een oude hopvariëteit Bates's Brewer, die groeide op een boerderij in Beltring, een dorp in Kent, en werd later gekocht door de Whitbread Beer Company. Deze hop kwam op de voorgrond toen in 1950 valse meeldauw de oogst van Fuggle en East Kent Goldings reduceerde.

## Kenmerken
- Alfazuur: 4 – 8%
- Bètazuur: 2 – 2,7%
- Eigenschappen: